# Rivière Saint-François
Der Rivière Saint-François ist ein rechter Nebenfluss des Sankt-Lorenz-Stroms im Süden der kanadischen Provinz Québec.

## Flusslauf
Der 280 km lange, nach Franz von Assisi benannte Fluss entwässert ein Gebiet von 10.230 km², davon entfallen 14 % auf Zuflüsse im südlich angrenzenden US-Bundesstaat Vermont.
Der Ursprung des Rivière Saint-François bildet der Grand lac Saint-François (vormals Lac Saint-François) in den Ausläufern der Appalachen, rund 15 km südlich der Stadt Thetford Mines.
Die Barrage Allard liegt am Ausfluss des Lac Saint-François.
Er fließt zunächst in südwestlicher Richtung.
Dabei durchfließt er den Stausee Lac Aymler, der durch die Barrage Aymler gestaut wird.
Kurz vor Sherbrooke beschreibt er eine markante 90°-Biegung und wendet sich nordwestwärts in die flache Ebene des Sankt-Lorenz-Tals.
Hier münden seine wichtigsten Nebenflüsse von links in den Fluss: Rivière Massawippi und Rivière Magog.
Etwa 15 Kilometer oberhalb von Drummondville weist eine Flussschleife die Form eines Entenkopfs auf und wird dementsprechend als „le Bec du Canard“ bezeichnet.
Beim Dorf Pierreville mündet der Fluss schließlich in den Lac Saint-Pierre, der einen Teil des Stroms bildet.
Einen Kilometer südwestlich der Mündung des Saint-François befindet sich jene des Rivière Yamaska.

## Wasserkraftanlagen
Das Gefälle von 225 m des Rivière Saint-François wird von mehreren Wasserkraftwerken mit einer gesamten installierten Leistung von mehr als 55 MW ausgenutzt.
Am Flusslauf liegen zwei Wasserkraftwerke von Hydro-Québec (HQ).
Hydro-Sherbrooke betreibt zwei kleinere Wasserkraftwerke am Rivière Saint-François – bei Weedon (⊙) und bei Westbury (⊙).
Boralex betreibt ein Laufwasserkraftwerk
(⊙) bei East Angus. Das Kraftwerk aus dem Jahr 1898 wurde 1992 erneuert. Es besitzt eine installierte Leistung von 2 MW bei einer Fallhöhe von 5,3 m.
Ein weiteres Wasserkraftwerk (⊙) wurde am 21. Januar 1996 bei Windsor in Betrieb genommen. Es besitzt 5 Kaplan-Turbinen mit einer Gesamtleistung von 5,5 MW und nutzt eine Fallhöhe von 5,6 m.
Die Barrage de la Chute-Hemmings (⊙) wurde 1924 fertiggestellt. Sie hat eine Höhe von 18 m, eine Länge von 701 m
und ein Speichervolumen von 20 Mio. m³.
Die Barrage de Drummondville (⊙) wurde 1914 errichtet, hat eine Höhe von 22 m, eine Länge 919 m sowie ein Speichervolumen von 1 Mio. m³.
Bei Bromptonville, nordwestlich von Sherbrooke, liegt die Barrage Larocque am Flusslauf. Das dort gelegene Wasserkraftwerk (⊙) hat eine Leistung von 9,9 MW und wird von Kruger Energy betrieben.
Die Wasserkraftwerke in Abstromrichtung:
| Name           | Fertig- stellung | Leistung [MW] | Anzahl Turbinen | Fall- höhe [m] | Betreiber        |
| -------------- | ---------------- | ------------- | --------------- | -------------- | ---------------- |
| Weedon         | 1914–1915/1993   | 3,7           | 6               | 10             | Hydro-Sherbrooke |
| Westbury       | 1929             | 4,8           | 2               | 10             | Hydro-Sherbrooke |
| East Angus     | 1898/1992        | 2,0           | n. a.           | 5,3            | Boralex          |
| Bromptonville  |                  | 9,9           |                 |                | Kruger Energy    |
| Windsor        | 1996             | 5,5           | 5               | 5,6            | Innergex         |
| Chute-Hemmings | 1925             | 29            | 6               | 14,64          | HQ               |
| Drummondville  | 1910–1925        | 16            | 4               | 9,10           | HQ               |